# Doing the Dishes
Doing the Dishes (de afwas doen) is een muziekalbum van de Nederlandse band Nits. De band nam het album in het voorjaar en het najaar van 2007 in hun eigen studio De Werf in Amsterdam Sloterdijk. Een geschilderde impressie (door zanger Henk Hofstede) van de Werf en de omgeving is op de hoes te zien. Het interieur van de Werf en de bandleden zijn in vergelijkbare schilderingen te zien in het boekje.
Ten opzichte van het rustiger vorige album, Les Nuits, laat Doing The Dishes een meer opgewekt en losser geluid horen, waarin de snaarinstrumenten de boventoon hebben. Het album klinkt als een mix tussen jaren 60 pop en meer hedendaagse geluiden.
De teksten zijn deze keer een combinatie van persoonlijke bespiegelingen en korte, verzonnen verhaaltjes. Hofstede licht toe in Het Parool van 21 januari 2008: "Bijna iedereen zingt een deuntje bij de afwas; wij hopen met dit album dat onze deuntjes daarbij gaan horen". De inspiratie voor de titel komt uit een interview met Leonard Cohen, die daarin meldde dat muziek voor alle gelegenheden is: van huwelijken en begrafenissen tot alledaagse zaken als de afwas doen.
Bijna alle nummers van het album werden live ten hore gebracht tijdens de tournee die startte in januari 2008.
Het album was vanaf begin januari 2008 te koop bij concerten van de band. Vanaf 21 januari lag het album in de winkels. Op die dag verscheen het ook als download op iTunes met 3 extra nummers. Mede hierdoor geholpen kwam het album binnen op nummer 8 in de Mega Album Top 100, alleen Urk uit 1989 (positie 2) heeft een hogere notering gehaald (Omsk uit 1983 behaalde ook de 8e plaats en In The Dutch Mountains uit 1987 behaalde de 9e positie).
Bij de introductie van het album in het Radio 2-programma Tijd Voor Twee waren de heren Hofstede en Spits het niet eens of dit nou het 20e of 24e album van de Nits is. Verschil van interpretatie van mini-elpees en verzamelaars is de oorzaak.

## Musici
- Henk Hofstede – zang, gitaar banjo
- Robert-Jan Stips – toetsen, zang
- Rob Kloet – slagwerk

## Composities
Alle nummers geschreven door Hofstede, Stips, Kloet.
1. No man’s land (3:41);
2. Toe in the water (2:36);
3. The great Caruso (2:59)
4. The flowers (3:51);
5. In Dutch fields (1:15);
6. Five and Dime (2:53);
7. Lenin and the wounded angel (3:09);
8. Cowboys & indians (3:06);
9. I’m a fly (1:56);
10. Mrs. Sunlight (3:30);
11. Moon dog (2:32);
12. Heart (3:10);
13. Yesterday (3:36);
14. Grrr .... to you (3:44);
15. The twins (3:12);
16. Is It Me? (3:59) (alleen op de iTunes versie);
17. A Dentist In Germany (2:27) (alleen op de iTunes versie);
18. Kitchen (3:15) (alleen op de iTunes versie).

Single
The Flowers, een lied over bloemen op het graf van soldaten, die het leven verloren in oorlogen ver weg, wordt aangeboden bij radio stations en is op iTunes als 1-track digitale single (met albumhoes) digitaal te verkrijgen. Het wist 1 week de top 100 te halen (op de 88e positie).
Yesterday werd als tweede nummer gebruikt om het album te promoten, maar hier werd geen (digitale) single van uitgebracht. No Man's Land was de volgende geplande (promotionele) single, maar werd nooit uitgebracht. Van deze beide nummers werden wel hoezen ontworpen.

### Hitlijsten
| Album met eventuele hitnotering(en) in de Nederlandse Album Top 100 | Datum van verschijnen | Datum van binnenkomst | Hoogste positie | Aantal weken | Opmerkingen |
| ------------------------------------------------------------------- | --------------------- | --------------------- | --------------- | ------------ | ----------- |
| Mega Album Top 100                                                  | 21-01-2008            | 26-01-2008            | 8               | 9            |             |
| Nederlandse iTunes Download Top 100                                 | 21-01-2008            | 22-01-2008            | 6               | 4            |             |
| Kink FM / Van Leest Droomlijst                                      | 21-01-2008            | 19-01-2008            | 5               | 13           |             |
| Singles Top 100                                                     | 14-01-2008            | 26-01-2008            | 88              | 1            | The Flowers |